# La Zapotera de Tunilla
La Zapotera de Tunilla är en ort i Mexiko.   Den ligger i kommunen Angamacutiro och delstaten Michoacán de Ocampo, i den centrala delen av landet, 280 km väster om huvudstaden Mexico City. La Zapotera de Tunilla ligger 1 815 meter över havet och antalet invånare är 158.
Terrängen runt La Zapotera de Tunilla är varierad. Runt La Zapotera de Tunilla är det ganska tätbefolkat, med 100 invånare per kvadratkilometer. Närmaste större samhälle är Puruándiro, 18,7 km öster om La Zapotera de Tunilla. I omgivningarna runt La Zapotera de Tunilla växer huvudsakligen savannskog.